# آسیاب‌آبی ۲ ایاس جان
آسیاب آبی ۲ ایاس جان مربوط به سده‌های متاخر دوران‌های تاریخی پس از اسلام است و در شهرستان سپیدان، بخش بیضا، دهستان بیضا، ۵۰۰ متری غرب روستای ایاس جان واقع شده و این اثر در تاریخ ۱۸ شهریور ۱۳۸۷ با شمارهٔ ثبت ۲۳۳۶۵ به‌عنوان یکی از آثار ملی ایران به ثبت رسیده است.